# Kahin-Zarabaon
Kahin-Zarabaon est une ville située à l'ouest de la Côte d'Ivoire, et appartenant au département de Bangolo, dans la Région des Montagnes. La localité de Kahin-Zarabaon est un chef-lieu de commune et de sous-préfecture . Elle comptait 59 759 habitants répartis dans environ10 000 foyers en 2021.